# Plecia theobaldi
Bibio nigripennis
Espèce
Synonymes
- †Bibio nigripennis Théobald 1937

Plecia theobaldi est une espèce fossile de mouches ou Diptères de la famille des Bibionidae (les « mouches de Saint-Marc » ou « mouches noires »), et du genre Plecia.

## Classification
L'espèce Plecia theobaldi est publiée en 1937 par le paléontologue français Nicolas Théobald (1903-1981) sous le protonyme Bibio nigripennis,. 

### Fossiles
L'holotype II de l'ère Cénozoïque, et de l'époque Oligocène (33,9 à 23,03 Ma.) faisait partie de la collection de l'institut géologique de Marseille et vient des calcaires en plaquettes de Camoins-les-Bains. 

### Reclassement
Cette espèce avait été classée dans le genre Bibio initialement. Elle a été reclassée en 2017 par Skartveit et Nel dans le genre Plecia. 
Selon GBIF en 2023, une espèce Bibio nigripennis Brunetti, 1913 est toujours référencée.

## Description

### Caractères
Diagnose de Nicolas Théobald en 1937, :

« Insecte assez mal conservé ; corps noir, ailes brunes. Tête transversale, forme ovale, yeux à facettes sur le côté, facettes encore bien visibles sur le vertex, trois ocelles disposés en triangle très large ; poils épars sur la tête ; antennes cylindriques, dix segments plus larges que longs et garnis de cils, le dernier court et arrondi. Thorax noirâtre, forme ovale ; abdomen renflé, apex arrondi, sept segments. Pattes grêles et longues, velues, fémur renflé ; tibia I avec un éperon, tarses fins, le premier article plus long que les autres, le dernier orné de deux griffes. Ailes dépassant longuement l'abdomen, surface brune, nervures foncées, microtriches dans cellules, cils sur nervures C, Sc et R ; nervation de Bibio (v. figure). ».

### Dimensions
La longueur totale du corps est de 5 mm ; la longueur de la tête 0,5 mm ; la longueur du thorax 1,5 mm ; la longueur de l'abdomen 3 mm pour une largeur de 2 mm ; la longueur des ailes 7 mm.

### Affinités
« Les caractères sont assez apparents pour reconnaître qu'il s'agit du g. Bibio. Par sa forme et en particulier par les longues ailes, il diffère des espèces que nous connaissons des autres gisements.
Se rapproche de B. proximus Brun. des Indes, qui a une taille identique et un corps noir. ».

## Galerie
- Espèces vivantes du genre Plecia.
- Plecia heteroptera.
- Plecia imperialis.
- Plecia nearctica.
- Plecia nearctica.
- Plecia ruficollis.
- Plecia ruficollis.

### Publication originale
- [2017] (en) John Skartveit et André Nel, « Revision of fossil Bibionidae (Insecta: Diptera) from French Oligocene deposits », Zootaxa, Magnolia Press (d), vol. 4225, no 1,‎ 23 janvier 2017, p. 1–83 (ISSN 1175-5334 et 1175-5326, OCLC 49030618, PMID 28187637, DOI 10.11646/ZOOTAXA.4225.1.1). .